# Adult Video News
Adult Video News, ook AVN of AVN Magazine is een Amerikaans vakblad van de porno-industrie. The New York Times stelt dat Adult Video News voor de pornografische filmindustrie is, wat Billboard voor de muziekindustrie. 
In het maandblad worden voornamelijk recensies van pornofilms opgenomen. Het blad heeft een zeer hoog percentage reclamebijdragen. Het bedrijf en het blad zijn opgericht in 1983 door Paul Fishbein, Irv Slifkin en Barry Rosenblatt in Philadelphia (Pennsylvania). Van de drie oprichters bleef Fishbein nog het langst bij AVN betrokken; hij verkocht het bedrijf uiteindelijk in 2010. De redactie opereert al tientallen jaren vanuit de San Fernando Valley.
Het tijdschrift is de opsteller van de AVN Hall of Fame, en organiseert en sponsort de jaarlijkse AVN Adult Entertainment Expo in Las Vegas waarop eveneens jaarlijks de AVN Awards worden uitgereikt, waaronder de AVN Best New Starlet Award of de AVN Female Performer of the Year Award.